# 93-тя бригада (Велика Британія)
93-тя бригада — військове з'єднання британської армії під час Першої світової війни. Бригада була створена в складі 31-ї дивізії як частина нової армії, також відомої як Армія Кітченера.
Бригада захищала Суецький канал в Єгипті в період з січня по березень 1916 року, а потім була перекинута на Західний фронт.
У квітні 1981 року після скорочення 93-ї та 92-ї бригади, вони були об'єднані в 92-гу композитну бригаду.